# Shalom

La corretta scrittura della parola

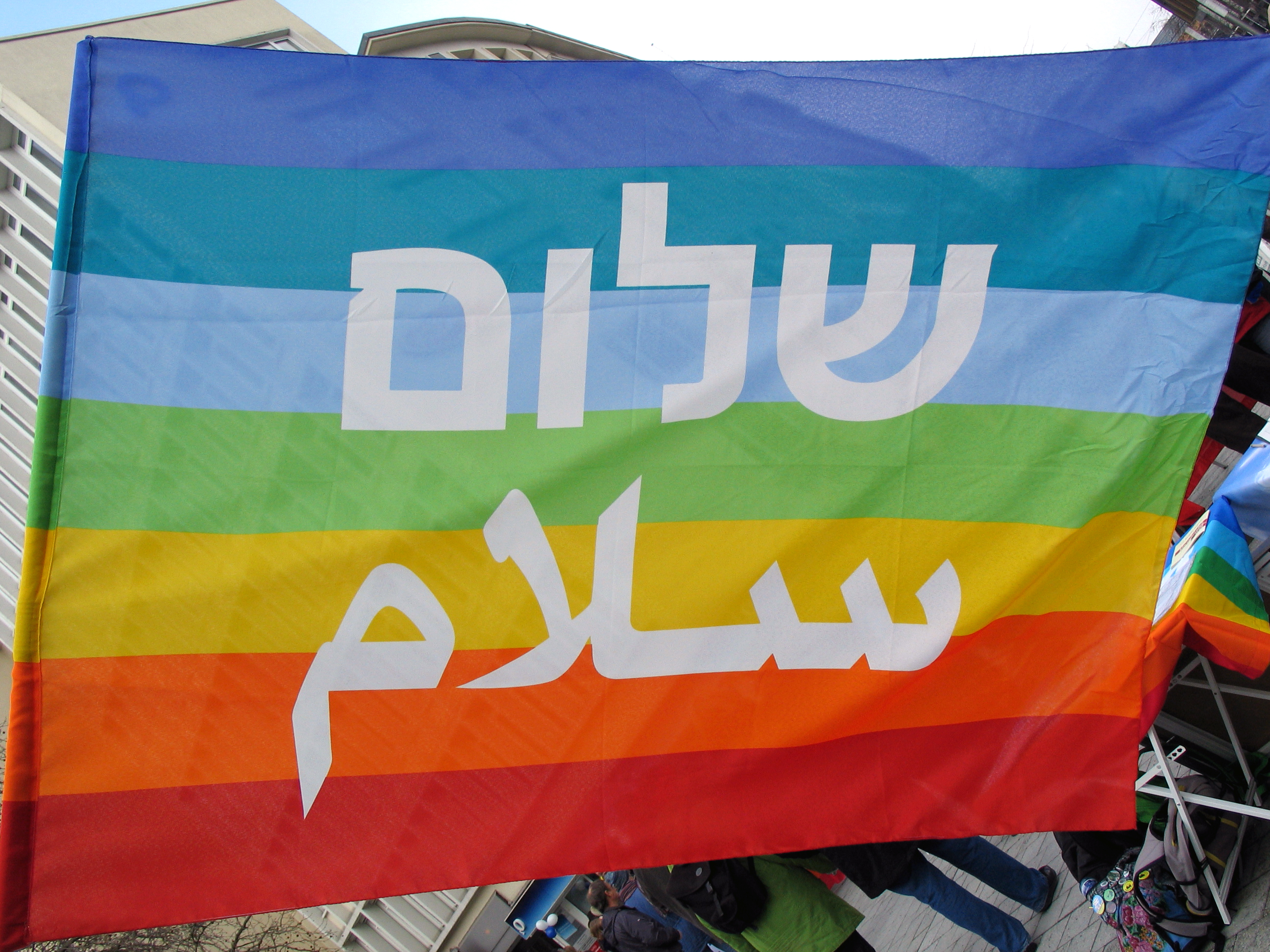
La bandiera dell'arcobaleno con Shalom e Salām a significare pace in ebraico e arabo

Shalom (in ebraico שָׁלוֹם‎?  – sefardita/ebraico israeliano: shalom; aschenazita/yiddish: sholom, sholem, sholoim, shulem) è una parola ebraica che significa pace, completezza, prosperità, ciao, arrivederci o stare bene.
L'espressione può riferirsi sia a "pace" tra due entità (specialmente tra uomo e Dio o tra due nazioni), sia al benessere e alla sicurezza di un individuo o un gruppo di individui. La parola si riscontra anche in molte altre espressioni e nomi. Il suo equivalente in arabo è salām, sliem in maltese, shlama in siriaco-assiro e sälam nelle lingue semitiche dell'Etiopia dalla radice protosemitica S-L-M.

## Etimologia
La parola shalom deriva dalla radice shīn-lamed-mem (ש.ל.ם).
In ebraico, la radice della parola (di solito in un formato di tre o occasionalmente quattro lettere), e a seconda delle vocali che vengono utilizzate, ha diversi significati (che sono pertinenti al significato generale della parola shalom), come ad esempio: un significato è "intero/completo", un altro può essere il verbo "pagare", di solito in forma imperativa. Il verbo coniugato ha altre varianti degne di nota, come ad esempio: "Hishtalem" che significa "ne valeva la pena" o "shulam" per "è stato pagato" o "meshulam" per "pagato in anticipo". Quindi si può scherzosamente dire che "quando è pagato poi c'è pace". Anche la parola italiana pagare deriva da pacare, cioè quietare, portare pace.
Il termine ebraico shalom è approssimativamente tradotto in altre lingue con "pace" (peace (EN) , paz (ES, PT) , Paix (FR) , pax (LA) ). Pax in latino significa pace, ma veniva anche usato per indicare tregua o trattato. Quindi, con derivazione dalla definizione e dall'uso latino, la maggior parte dei termini romanzi semplicemente usavano la parola pace per significare tale, e inoltre forniva un'applicazione relazionale (sia che fosse personale, sociale o politica) - uno stato mentale e d'affari. Pace è una parola importante nelle sacre scritture e liturgia cristiane. Εἰρήνη, Irène, il termine greco corrispondente a pace, significa anche tranquillità e riposo.
Shalom, nella liturgia e nel messaggio trascendente delle Scritture cristiane, significa più di uno stato d'animo, d'essere o di cose. Derivato dalla radice ebraica shalam - col significato di essere sicuro o completo e, di conseguenza, di essere amichevole o di ricambiare – shalom, come termine e messaggio, sembra incapsulare una realtà e una speranza di completezza per l'individuo, all'interno delle relazioni sociali e per il mondo intero. Completezza sembra essere il centro significativo di shalom, di alcuni derivati dalla sua radice,shalam, in alcuni esempi dei suoi usi nelle Sacre Scritture ebraiche e cristiane, e in alcuni termini omofoni di altre lingue semitiche.
L'uso di shalom nelle Scritture punta sempre verso l'azione trascendente della totalità. Shalom viene interpretato con riferimento al benessere degli altri (Genesi 43:27, Esodo 4:18), ai trattati (1 Re 5:12), e nella preghiera per il benessere delle città o nazioni (Salmi 122:6, Geremia 29:7). Casualmente, la radice di shalem significa 'pacifico' - anche se a volte è postulato che questa radice si trovi nel nome della città di Gerusalemme (combinato con yara, che significa 'porre' o 'fondare'), ma ciò è probabilmente una rietimologizzazione. Ciò nonostante la sua trascendenza si trova in relazione alla verità e giustizia (Salmi 85:10, Isaia 48:18,22 57:19-21). La completezza di shalom, nella giustizia e verità, ispira le parole di speranza per la futura opera del Messia, e si riferisce alla sua rivelazione come tempo di pace (Aggeo 2:7-9, Isaia 2:2-4, 11:1-9), e conferisce all'Unto il titolo di 'Principe di pace' (Isaia 9:6, Michea 5:4-5a).
Nelle Scritture cristiane, il termine eirene viene usato per significare pace, ma nella sua applicazione analoga alla trascendenza della controparte ebraica, viene meglio interpretata in relazione a termini come grazia (Romani 1:7), giustizia (Romani 14:17) e vita (Romani 8:6). Viene anche impiegata nelle benedizioni, come quella in 1 Tessalonicesi 5:23 e Ebrei 13:20-21, forse a riflettere le preghiere di pace comuni in tutte le Scritture e benedizioni ebraiche (Numeri 6:22-27).
Questo senso di completezza, centrale al termine shalom, può inoltre essere confermato in termini omofonici trovati in altre lingue semitiche. Il termine shelam, di origine caldea, sembra significare sia pace sia ripristino/restaurazione. Le derivazioni aramaiche dei termini shalom e shalam sembra stiano a significare pace, sicurezza, completezza, e benessere. Il termine assiro salamu significa 'essere completo, illeso, pagato/espiato'. Sulmu, altro termine assiro, significa prosperità/benessere. Un rapporto più stretto con l'idea di shalom come concetto e azione è riscontrabile nella radice araba salaam, col significato di essere al sicuro, fiducioso e perdonato, e simili. Implica inoltre un impegno personale al concetto, azione e trascendenza di "pace". Salaam è anche la radice dei termini 'musulmano' e 'Islam', tradotti letteralmente "colui/lei che si sottomette a Dio" e "sottomissione a Dio" rispettivamente.

## In espressioni
La parola "shalom" può essere usata in tutte le parti del discorso; come sostantivo, aggettivo, verbo, avverbio e interiezione. Categorizza tutti gli "shalom". La parola shalom viene usata in una gamma di espressioni e contesti del parlare e scrivere ebraici:
- Shalom aleichem (שָׁלוֹם עֲלֵיכֶם‎; "pace/bene sia con te" o semplicemente "stammi bene"), questa espressione è usata per salutare gli altri ed è l'equivalente ebraico di "ciao/salve/arrivederci". Quindi, per esempio: "shabat shalom!" La giusta risposta a questo saluto è "benessere/pace sia con te" (עֲלֵיכֶם שָׁלוֹם, aleichem shalom). Questa è una frase imparentata con l'arabo Assalamu alaikum. Durante l'Erev Shabbat (vigilia dello Shabbat), gli ebrei hanno la tradizione di cantare una canzone chiamata "Shalom aleikhem", prima della recitazione del Kiddush del vino alla cena dello Shabbat.
- Nei Vangeli, Gesù spesso usa il saluto "La pace sia con te" (per es. Matteo 10:12[30]), una traduzione di shalom aleichem.
- Shalom da solo è un'abbreviazione molto comune dell'ebraico moderno israeliano per salutare, al quale si risponde shalom, shalom. Viene anche usato per accomiatarsi. In tal modo è simile all'hawaiiano aloha, all'inglese good evening e all'indiano namasté. In Israele è comune anche "bye" (il saluto inglese) e "yallah bye", una combinazione di arabo e inglese. Shalom viene usato anche dagli ebrei in tutto il mondo e da molti non ebrei.
- Shabbat shalom (שַׁבָּת שָׁלוֹם‎) è un saluto comune usato durante lo Shabbat. Particolarmente popolare in zone influenzate dalle correnti mizrahì, sefardite, o israeliane moderne. Molte comunità aschenazite della diaspora ebraica usano di preferenza lo yiddish Gut shabbes.
- Ma sh'lom'cha (מַה שְׁלוֹמְךָ‎; "com'è il tuo benessere?") è un equivalente ebraico dell'italiano "come stai?". È la forma da usarsi per l'uomo. La forma per la donna è Ma sh'lomech? Per le donne al plurale Ma sh'lomchen? Per un gruppo di uomini o misto Ma sh'lomchem?
- Alav hashalom (עָלָיו הַשָּׁלוֹם‎; "la pace sia con te") è una frase usata da alcune comunità ebraiche, specialmente quelle aschenazite, dopo aver menzionato il nome di un defunto rinomato.
- Oseh shalom fa parte di un passo trovato comunemente come frase finale nella maggior parte della liturgia ebraica (comprese le preghiere Birkat Hamazon, Kaddish e l'Amidah personale). La frase completa è in ebraico עוֹשֶׂה שָׁלוֹם בִּמְרוֹמָיו, הוּא יַעֲשֶׂה שָׁלוֹם עַלֵינוּ, וְעַל כָּל יִשְׂרָאֵל וְאִמְרוּ אָמֵן‎? (Oseh shalom bimromav, hu ya'aseh shalom aleynu, ve'al kol Yisrael ve'imru amen), che si traduce in italiano con "Colui che fa regnare la pace nei suoi luoghi altissimi, possa Egli far regnare la pace su di noi e su tutto Israele, e diciamo: Amen." Deriva da Giobbe 25:2[31].[32]
- La parola shalom viene spesso utilizzata in popolari canzoni israeliane, come "Nel nostro giardino", "Ratziti Sheteda" e "Shalom Chaverim".
- Il Presidente degli Stati Uniti Bill Clinton concluse la sua eulogia per Yitzhak Rabin con le parole Shalom, chaver (Addio, amico).

Parole correlate in ebraico moderno includono l'shalem (לְשַׁלֵּם‎), "pagare" e shalem (שָׁלֵם‎), "completo".

## Come principio religioso ebraico
Nell'Ebraismo, shalom (pace), è uno dei principi basilari della Torah: "Le sue vie sono vie deliziose, e tutti i suoi sentieri sono pace (shalom)"." Il Talmud spiega: "L'intera Torah è per l'amore di shalom". Maimonide commenta nel suo Mishneh Torah: "Grande è la pace, poiché tutta la Torah è stata data al fine di promuovere la pace nel mondo, in quanto si afferma, 'Le sue vie sono vie piacevoli e tutti i suoi sentieri sono pace.'"
Nel suo libro Not the Way It's Supposed to Be: A Breviary of Sin, lo scrittore e teologo Cornelius Plantinga ha descritto il concetto di "shalom" nell'Antico Testamento:
L'intreccio che unisce Dio, gli esseri umani e tutta la creazione, alla giustizia, alla realizzazione e alla gioia, è ciò che i profeti ebrei chiamano shalom. Noi lo chiamiamo pace, ma significa molto di più che mera pace della mente o di un cessate il fuoco tra i nemici. Nella Bibbia, shalom significa il fiorire universale, la completezza e delizia - un ricco stato di cose in cui i bisogni naturali sono soddisfatti e le doti naturali fruttuosamente impiegate, uno stato di cose che ispira gioiosa meraviglia mentre il suo Creatore e Salvatore apre le porte e accoglie con favore le creature nelle quali egli si compiace. Shalom, in altre parole, è il modo in cui le cose dovrebbero essere.

## Uso come nome

### Come nome di Dio
Il Talmud afferma "il nome di Dio è Pace'" (Pereq ha-Shalom, Shab. 10b), (Giudici 6:24); non è quindi permesso salutarsi con la parola shalom in luoghi non sacri, per esempio una stanza da bagno (Talmud, Shabbat, 10b).

### Come nome di persone
Shalom è comune anche in ebraico moderno in Israele, come nome proprio o cognome. Viene solitamente usato per uomini come nome, ma ci sono tuttavia donne chiamate Shalom— vedi per esempio la modella Shalom Harlow.
Il nome Shlomo, "Sua pace" (da shalom, Salomone, שלומו), si riferisce al Dio di Pace.
Nomi maschili correlati includono Shlomi ("il mio benessere") e Salomone/Solomon (ebraico Shlomo).
Corrispondenti nomi femminili includono Shulamit, Shulamith, Shlomtzion o Shlomzion, e Salomè e Shlomith.
Shalom Aleichem era lo pseudonimo o nom de plume di Shalom Rabinowitz, la cui opera, La storia di Tewje il lattivendolo, ha formato la base di "Fiddler on the Roof" (Il violinista sul tetto).

### Come nome di organizzazioni
Shalom può formar parte di nomi di organizzazioni.
Il nome delle seguenti organizzazioni e luoghi si riferiscono a "pace" tra Israele e i suoi confinanti arabi:
- Brit Tzedek v'Shalom
- Brit Shalom
- Gush Shalom
- Hevel Shalom
- Neve Shalom
- Shalom Achshav
- Shalom Sesame
- Beth Israel JMI - Shalom, Shalom (programma televisivo, Honolulu)

### Come nome di sinagoghe o strutture
Shalom è usato come parte di altri nomi, come per sinagoghe, vedi:
- Sinagoga Beth Sholom di Elkins Park, Pennsylvania - disegnata dal famoso architetto Frank Lloyd Wright
- Neve Shalom Synagogue a İstanbul, Turchia
- Shalom BC, Jewish Information and Referrals a Vancouver, Canada
- Shalom Park a Charlotte (Carolina del Nord) e Denver (Colorado)
- Shalom Meir Tower a Tel Aviv, Israele
- Shalom Christian Academy a Marion, Pennsylvania
- Valley Beth Shalom a Encino (California)

### Come nome di eventi
- La Guerra del Libano (1982) è nota in ebraico come Milchemet Shalom Hagalil (in ebraico מלחמת שלום הגליל‎?), che in italiano significa "La Guerra per lo Shalom (o Benessere) della Galilea".

### Altro
- "SS Shalom", transatlantico gestito dalla Zim Lines, Israele 1964–1967.
- Şalom è un settimanale ebraico pubblicato a İstanbul, Turchia in turco e una pagina newsletter in ladino (giudeo-spagnolo). (La lettera turca ş è pronunciata /ʃ/, come l'italiano sc dolce e l'ebraico 'ש).
- "Shalom" è una canzone del musicista cubano Aurelio Voltaire Hernández (in arte "Voltaire"), sul suo CD The Devil's Bris.[41]